# Tenedos trilobatus
Tenedos trilobatus là một loài nhện trong họ Zodariidae.
Loài này thuộc chi Tenedos. Tenedos trilobatus được Rudy Jocqué & Léon Baert miêu tả năm 2002.